# Governo d'Azeglio II
Il Governo D'Azeglio II è stato il nono esecutivo del Regno di Sardegna, ed il secondo tra quelli guidati da Massimo d'Azeglio. 
Esso, nato in seguito alle dimissioni del governo precedente, è rimasto in carica dal 21 maggio al 4 novembre (sebbene già dimissionario dal precedente 22 ottobre), per un totale di 167 giorni, ossia 5 mesi e 14 giorni.
In questo governo venne conferita competenza, tramite regio decreto (R.D. 21 marzo 1852), al "Ministero della guerra" in materia di marina militare, in ottica di una futura costituzione di quest’ultima in un ministero separato.

## Compagine di governo

### Appartenenza politica
| Partito | Partito                 | Presidente | Ministri | Totale |
| ------- | ----------------------- | ---------- | -------- | ------ |
|         | Destra storica          | 1          | 4        | 5      |
|         | Indipendente (politica) | -          | 3        | 3      |

## Composizione
| Carica                                       | Titolare                                                   | Titolare                                                   | Titolare                                                   |
| Presidenza del Consiglio dei ministri        | Presidenza del Consiglio dei ministri                      | Presidenza del Consiglio dei ministri                      | Presidenza del Consiglio dei ministri                      |
| -------------------------------------------- | ---------------------------------------------------------- | ---------------------------------------------------------- | ---------------------------------------------------------- |
| Presidente del Consiglio dei ministri        |                                                            |                                                            | Massimo d'Azeglio (Destra storica)                         |
| Ministero                                    | Ministri                                                   | Ministri                                                   | Ministri                                                   |
| Affari Esteri                                |                                                            |                                                            | Massimo d'Azeglio (Destra storica)                         |
| Lavori Pubblici                              |                                                            |                                                            | Pietro Paleocapa (Indipendente)                            |
| Interno                                      |                                                            |                                                            | Alessandro Pernati di Momo (Destra storica)                |
| Pubblica Istruzione                          | Carlo Bon Compagni di Mombello (Destra storica) Ad interim | Carlo Bon Compagni di Mombello (Destra storica) Ad interim | Carlo Bon Compagni di Mombello (Destra storica) Ad interim |
| Guerra                                       |                                                            |                                                            | Alfonso La Marmora (Indipendente)                          |
| Finanze                                      |                                                            |                                                            | Luigi Cibrario (Indipendente)                              |
| Affari Ecclesiastici e di Grazia e Giustizia |                                                            |                                                            | Carlo Bon Compagni di Mombello (Destra storica)            |

## Cronologia
- 21 maggio - Il governo giura dinnanzi al Re.
- 5 luglio - Dopo essere stato presentato qualche tempo prima, il disegno di legge sull’istituzione del matrimonio civile viene approvato dalla Camera dei Deputati, controllata dalla Destra storica. Tale approvazione, tuttavia, susciterà molto scalpore tra gli ambienti più vicini alla Santa Sede, portando così a disaccordi con il Re Vittorio Emanuele II di Savoia ed il Senato Subalpino, contrari.
- 21 ottobre - Il Re comunica al Consiglio dei ministri che non avrebbe sanzionato il suddetto disegno di legge qualora fosse approvato, causando così le dimissioni del Presidente Massimo d'Azeglio (già contrario anche agli accordi politici, noti con il nome di Connubio che Cavour stava intavolando). Il Re dunque, accettatele, invita Camillo Benso, conte di Cavour a formare il nuovo esecutivo con la condizione di un accordo con la Santa Sede, ma questi declina tale prerequisito, indicando Cesare Balbo come candidato. Tuttavia, il rifiuto anche di quest’ultimo, costringe il Re a rivolgersi nuovamente, svincolato da ogni obbligo, a Cavour.
- 4 novembre - In seguito al giuramento del nuovo esecutivo, termina ufficialmente l’esperienza di governo.